# Cruz de Lotario
La Cruz de Lotario (en alemán: Lotharkreuz) es una cruz procesional tipo crux gemmata (cruz gemada) que data de alrededor del año 1000, aunque su base es del siglo XIV. Se elaboró en Alemania, probablemente en Colonia. Es un ejemplo sobresaliente de orfebrería medieval, y «un importante monumento de ideología imperial», formando parte del Tesoro de la catedral de Aquisgrán, que incluye otras obras maestras de arte otoniano sacro. Las medidas de la porción original son 50 cm de alto, 38,5 cm de ancho, 2,3 cm de profundidad. La cruz procede de un período en el que el arte otoniano estaba evolucionando hacia el románico, y la crucifixión grabada en el reverse mira ya a un período posterior.

## Historia
La cruz se llama así por un sello de cristal de roca verdoso grabado cerca de su base que lleva el nombre y retrato del gobernante carolingio Lotario II, rey de Lotaringia (835–869), y un sobrino de Carlos el Calvo. La cruz de hecho se realizó más de un siglo después de la muerte de Lotario para alguien de la dinastía otoniana, los sucesores de los carolingios; posiblemente para el emperador Otón III. Parece que fue donada a la catedral tan pronto como se hizo.
La cruz aún se usa en procesiones hoy en día. En las grandes festividades se mete en la catedral de Aquisgrán donde se coloca al lado del altar mayor durante la misa. Durante el resto del tiempo está expuesta en el museo del tesoro de la catedral.

## Descripción e interpretación

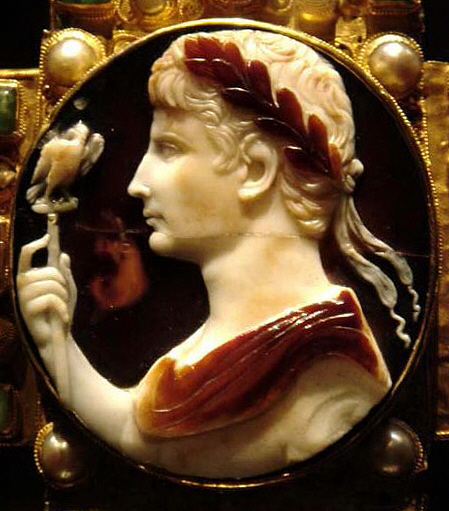
El camafeo de Augusto en el centro de la Cruz de Lotario

El núcleo de roble de la cruz de Lotario está encerrado en oro y plata e incrustado de joyas grabadas – un total de 102 gemas y 35 perlas. El frente de la cruz (en los términos aquí usados) está realizado en oro y plata y está decorado ricamente con piedras preciosas, perlas, filigrana de oro y esmalte alveolado (cloisonné). Lagunas fuentes hablan de esta parte como la posterior, puede que se llevara de esa manera en las procesiones, con la crucifixión simplemente grabada hacia el frente, y la cara incrustada de gemas frente al emperador quien seguía a la cruz. El esmalte está en las bandas de los terminales que están interrumpidos por los puntos de las secciones triangulares. Las gemas en las filas del centro están montadas en plataformas alzadas como tambores, sus lados decorados con arcadas en filigrana. La superficie plana de los brazos está decorada toda por encima con zarcillos de filigrana. En el encuentro de los brazos hay un camafeo de tres capas de sardónice del siglo I representado al emperador romano Augusto sosteniendo un cetro de águila, también montado sobre un tambor alzado.
Asumiendo que los otonianos fueran conscientes de que el camafeo era un retrato de Augusto, serviría para enlazar a la dinastía otoniana con los emperadores romanos originales, y afirmar que eran los representantes de Dios en la Tierra. Por otro lado, un retrato en jpya grabada de la hija de Augusto, Julia (o Julia Flavia, hija del emperador Tito) en lo alto del «Escrain de Charlemagne», un elaborado tesoro entregado a la abadía de San Dionisio por Carlos el Calvo, fue tratado como una imagen de la Virgen María. Otro retrato en gema del emperador romano Caracalla tenía una cruz y el nombre de San Pedro añadido a él antes de ser usado en orfebrería para la Santa Capilla de París. Ahora es imposible saber el grado en que eran conscientes de este reciclado de iconografía entre las diferentes categorías de gente creando y viendo estos objetos.
La segunda gema más grande, por debajo de Augusto, fue probablemente el sello de Lotario y tiene su retrato con la inscripción «+XPE ADIVVA HLOTARIVM REG» («Oh, Jesucristo, ayuda al rey Lotario»). Esto servía para una función similar, uniendo a los otonianos con la dinastía carolingia quien había establecido la posición de Sacro emperador romano germánico. Otras gemas en la cruz tienen tallas clásicas sobre ellas, incluyendo una amatista con las Tres Gracias y un león en ónice, ambos engastados con las imágenes colocadas hacia los lados.
El lado posterior de la cruz es una placa de oro lisa, grabada con la «Crucifixión de Jesús», con la Mano de Dios por encima sosteniendo una corona de la victoria conteniendo la paloma del Espíritu Santo; aquí esto representa la aceptación de Dios Padre del sacrificio de Cristo. Esta es la aparición más antigua que se conoce de la paloma en este motivo, que introduce toda la Trinidad en una crucifixión, una iconografía que tendría un largo futuro. La Serpiente, representando a Satán, está enroscada alrededor de la base de la cruz. En medallones en los extremos de los brazos hay personificaciones del sol y de la luna con las cabezas inclinadas y con sus símbolos por encima. La mano con la corona fue un motivo común en los mosaicos de Roma, y también usada en el arte relacionada con los primeros emperadores del Sacro Imperio, incluida en los retratos en manuscritos iluminados de ellos mismos, para enfatizar su autoridad procedente de Dios.

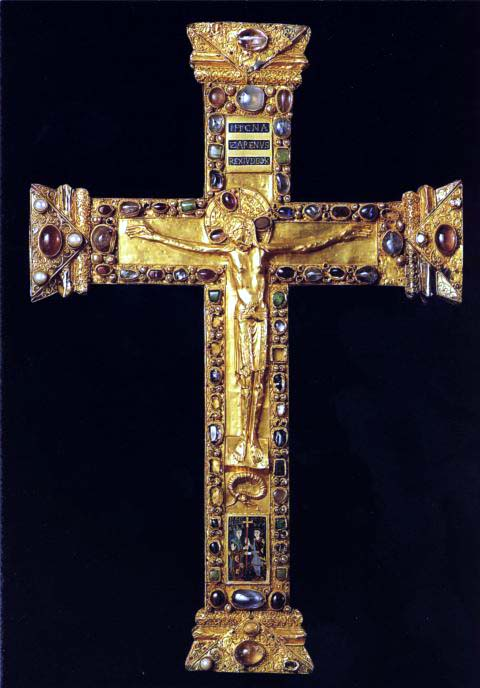
La cruz de la abadesa Matilde de h. 973 tiene muchos parecidos, pero tiene un Cristo esculpido en el frente, por encima de una placa de esmalte figurativo.

Este es un ejemplo sobresaliente y conmovedora de la «Crucifixión», cercanamente relacionada con la ligeramente más antigua cruz de Gerón de madera a tamaño natural en Colonia, que fue una obra crucial para desarrollar la imagen occidental de un Jesucristo muerto crucificado, cuya cabeza está caída hacia el hombro, y cuyo cuerpo colgante asume forma de S, mostrando las marcas de su sufrimiento, aquí con la sangre manando de la herida de lanza en el costado. Partes traseras grabadas se encuentran en muchas cruces gemadas del período. La cruz está hoy montada sobre un pedestal gótico del siglo XIV, base decorada a su vez con dos pequeñas crucifixiones y otras figuras.
Este estilo de decoración de oro tachonado de gemas, reutilizando material de la Antigüedad, era usual para los objetos más ricos de la época. En particular, el motivo de la cruz gemada con pretensiones, una «transformación de la cruda horca sobre la que murió Jesús», se remonta a la Antigüedad tardía, cuando paganos oponentes del Cristianismo a menudo se burlaban de la naturaleza miserable del principal símbolo cristiano. Hasta alrededor del siglo VI, las cruces raramente mostraban la figura de Jesucristo, pero para el año 1000 otras grandes cruces gemadas habían movido la crucifixión, usualmente en bronce fundido dorado, a la parte frontal de la cruz, para convertirlas en crucifijos, que serían la forma más habitual de cruz entre los católicos. Algunos ejemplos son las cruces de Bernward de Hildesheim (h. 1000, catedral de Hildesheim), Gisela de Baviera (Ratisbona, 1006, hoy en la Residencia de Múnich), y Matilde de Essen (973, catedral de Essen, véase a la izquierda), que isa un diseño virtualmente idéntico para los remates de los brazos de la cruz de Lotario.
La cruz de Lotario es, en este punto, un objeto algo conservador, dejando el frente libre para simbolismo imperial, y también quizás como una recuperación deliberada del estilo carolingio; por ejemplo la mayor parte de las ricas cruces de fecha similar realizaban un uso más amplio del esmalte. Los dos lados puede asumirse que representa a la Iglesia y el Estado, algo muy apropiado para una donación imperial que se llevaba enfrente de los emperadores del Sacro Imperio conforme entraban en procesión a la iglesia. La forma ancha del diseño encaja con el de la cruz pequeña en la parte frontal de la corona imperial del Sacro Imperio (h. 973/83?), que también tiene un lado frontal con joyas y una crucifixión grabada en la parte posterior.